# Eastern European American Football Cup 2020
La Eastern European American Football Cup 2020 avrebbe dovuto essere la 1ª edizione dell'omonimo torneo di football americano.
Non è stata disputata a causa della pandemia di COVID-19 del 2019-2021.

## Squadre partecipanti
| Club                | Città    | Stadio | Sponsor ufficiale | Risultato nella stagione 2019 |
| ------------------- | -------- | ------ | ----------------- | ----------------------------- |
| Białe Lwy Gdańsk    | Danzica  |        |                   |                               |
| Kaunas Dukes        | Kaunas   |        |                   |                               |
| Kharkiv Atlantes    | Charkiv  |        |                   |                               |
| Kiev Stallions      | Kiev     |        |                   |                               |
| Lviv Lions          | Leopoli  |        |                   |                               |
| Minsk Zubrs         | Minsk    |        |                   |                               |
| Vilnius Iron Wolves | Vilnius  |        |                   |                               |
| Warsaw Eagles       | Varsavia |        |                   |                               |

## Stagione regolare

### Classifiche
Le classifiche della regular season sono le seguenti:
- PCT = percentuale di vittorie, G = partite giocate, V = partite vinte, P = partite perse, PF = punti fatti, PS = punti subiti

#### Girone A
| Pos. | Squadra          | PCT  | G | V | P | PF | PS |
| ---- | ---------------- | ---- | - | - | - | -- | -- |
| 1    | Białe Lwy Gdańsk | .000 | 0 | 0 | 0 | 0  | 0  |
| 2    | Kaunas Dukes     | .000 | 0 | 0 | 0 | 0  | 0  |
| 3    | Lviv Lions       | .000 | 0 | 0 | 0 | 0  | 0  |
| 4    | Minsk Zubrs      | .000 | 0 | 0 | 0 | 0  | 0  |

#### Girone B
| Pos. | Squadra             | PCT  | G | V | P | PF | PS |
| ---- | ------------------- | ---- | - | - | - | -- | -- |
| 1    | Kharkiv Atlantes    | .000 | 0 | 0 | 0 | 0  | 0  |
| 2    | Kiev Stallions      | .000 | 0 | 0 | 0 | 0  | 0  |
| 3    | Vilnius Iron Wolves | .000 | 0 | 0 | 0 | 0  | 0  |
| 4    | Warsaw Eagles       | .000 | 0 | 0 | 0 | 0  | 0  |

## Playoff

### Tabellone
|  | Semifinali | Semifinali | Semifinali |  |  | I Finale | I Finale | I Finale |  |
|  |            |            |            |  |  |          |          |          |  |
|  | 1A         | TBD        |            |  |  |          |          |          |  |
|  | 1A         | TBD        |            |  |  |          |          |          |  |
|  | 2B         | TBD        |            |  |  |          |          |          |  |
|  | 2B         | TBD        | TBD        |  |  |          |          |          |  |
|  |            |            |            |  |  |          |          |          |  |
|  |            |            | TBD        |  |  |          |          |          |  |
|  | 1B         | TBD        |            |  |  |          |          |          |  |
|  | 1B         | TBD        |            |  |  |          |          |          |  |
|  | 2A         | TBD        |            |  |  |          |          |          |  |

### Semifinali
| 2020 | TBD | – | TBD |  |

| 2020 | TBD | – | TBD |  |

### I Finale
| 2020 | TBD | – | TBD |  |